# Aeroportul Municipal Childress
Aeroportul Municipal Childress (IATA: CDS, ICAO: KCDS, FAA LID: CDS) este un aeroport din Texas, Statele Unite ale Americii ce deservește zona Childress⁠(d). Aeroportul a fost tranzitat în  de 3.040 de pasageri. A fost numit după zona deservită.
Situat la o altitudine de 596 m, aeroportul dispune de 1 pistă.

## Infrastructură

### Piste
Aeroportul dispune de o singură pistă. Pista 18/36 are suprafața de asfalt și dimensiunile 5.949 picioare × 75 picioare. 